# Vackertjärnen, Hälsingland
Vackertjärnen är en sjö i Ovanåkers kommun i Hälsingland och ingår i Ljusnans huvudavrinningsområde. Sjön har en area på 0,0507 kvadratkilometer och ligger 266,2 meter över havet.

## Delavrinningsområde
Vackertjärnen ingår i det delavrinningsområde (679512-149131) som SMHI kallar för Inloppet i Övre Tälningen. Medelhöjden är 276 meter över havet och ytan är 2,27 kvadratkilometer. Det finns ett avrinningsområde uppströms, och räknas det in blir den ackumulerade arean 26,9 kvadratkilometer. Nedre Tälningsån (Övre Tälningsån) som avvattnar avrinningsområdet har biflödesordning 4, vilket innebär att vattnet flödar genom totalt 4 vattendrag innan det når havet efter 119 kilometer. Avrinningsområdet består mestadels av skog (95 procent). Avrinningsområdet har 0,05 kvadratkilometer vattenytor vilket ger det en sjöprocent på 2,2 procent.